# Rhacophorus calcadensis
Rhacophorus calcadensis es una especie de ranas que habita en la India.
Esta especie está en peligro de extinción por la pérdida de su hábitat natural.